# Pico de las Nieves
El Pico de las Nieves es una montaña de la isla de Gran Canaria ―Canarias, España―, siendo la segunda en altitud con 1948 m s. n. m.
Aunque tradicionalmente se consideraba al Pico de las Nieves el punto más alto de la isla, mediciones modernas sitúan este en el cercano Morro de la Agujerada con 1957 m s. n. m.

## Toponimia
El origen de su denominación data del siglo xvii, cuando fueron creados a instancia del cabildo catedralicio de la diócesis canariense una serie de neveros, pozos horadados en la tierra, destinados a almacenar la nieve caída en invierno para transportarla luego a la capital insular, Las Palmas de Gran Canaria, y surtir de hielo al clero. Así, la denominación original era Pico de los Pozos de la Nieve, de donde derivó el presente topónimo.
A partir del siglo xix se comenzó a denominar a esta zona también como Los Pechos, pero en realidad esto fue producto de una mala interpretación entre Los Pozos y Los Pexos realizada por el teniente británico William Arlett en 1834 para su mapa de la isla. Posteriormente fue reproducida en cartografías locales, gozando de gran popularidad durante mucho tiempo.
En la falda oriental del pico ha sido rehabilitado uno de dichos pozos, el segundo en tamaño, por el Cabildo de Gran Canaria y puede ser visitado.

## Características
Su cumbre se localiza en el centro geográfico de la isla formando el límite de los términos municipales de San Bartolomé de Tirajana, Vega de San Mateo y Tejeda. su contorno está incluido en diferentes espacios protegidos como son el paisaje protegido de las Cumbres, el monumento natural de los Riscos de Tirajana y el parque rural del Nublo.
Corona el reborde meridional de la meseta central de las cumbres de Gran Canaria, siendo sus lados norte, este y oeste suaves en contraste con la parte sur que es cortada abruptamente por precipicios de centenares de metros que conforman los escarpes de la caldera de Tirajana.
Prácticamente todo el terreno que rodea al Pico de las Nieves en su parte cimera es propiedad de las Fuerzas Armadas de España y en él se asientan diversos sistemas de radar y telecomunicaciones.
Geología
Los materiales sobre los que se asienta, con una edad de 3 millones de años, pertenecen a aglomerados volcánicos de la Serie Volcánica II o Roque Nublo de Gran Canaria, producto del derrumbamiento de un antiguo estratovolcán.
Vegetación
Se halla recubierto por pino canario Pinus canariensis producto de repoblaciones realizadas en la década de 1950, a los que hay que sumar, en medio del pinar o en zonas rocosas, a la retama amarilla Teline microphylla y especies adaptadas a la gran altitud y condiciones climáticas severas como la magarza de cumbre Argyranthemum adauctum, el tomillo de cumbre Micromeria benthamii o la salviablanca de cumbre Sideritis dasygnaphala.

## Ascenso ciclista
El ascenso en bicicleta al Pico de las Nieves ha adquirido gran notoriedad en los últimos años, gracias a la organización de competiciones internacionales que ascienden por su vertiente este, siendo considerado uno de los puertos más duros de Europa.
El mirador situado en su cumbre ofrece algunas de las vistas más representativas de Gran Canaria y de las más espectaculares de Canarias, siendo foco de gran afluencia turística.[cita requerida]